# Прозрачное шифрование данных
Прозрачное шифрование данных (англ. Transparent Data Encryption, TDE) — технология по шифрованию баз данных на жёстком диске и на любом носителе резервного копирования, которая обеспечивает безопасность, основанную на стандартах, которая защищает данные в сети, на диске и на носителе резервного копирования, и может использоваться для обеспечения высокого уровня безопасности для столбцов, таблиц и табличных пространств, которые представляют собой файлы базы данных, хранящиеся на жёстких дисках или гибких дисках или компакт-дисках, и другую информацию, требующую защиты.

## Описание
Современная жизнь в значительной степени определяется информационными технологиями (ИТ). Широкое использование ИТ играет жизненно важную роль в принятии решений во всех коммерческих и некоммерческих организациях. Вся их деятельность сосредоточена на данных, их безопасном хранении и использовании. В настоящее время стабильная работа большинства организаций зависит от того, как их данные используются. Данные уязвимы для широкого спектра угроз, таких как слабая аутентификация, раскрытие резервных данных, отказ в обслуживании и т. д. Прозрачное шифрование данных в значительной степени защищает базу данных от таких угроз.
TDE используется для предотвращения несанкционированного доступа к конфиденциальной базе данных, снижения затрат на управление пользователями и упрощения управления приватностью. Эта технология вооружает пользователей, то есть администраторов баз данных, для устранения возможных угроз безопасности данных, позволяет шифровать базы данных на жёстком диске и на любом носителе резервного копирования. TDE является одним из наилучших средств для массового шифрования, чтобы соответствовать нормативным требованиям или корпоративным стандартам безопасности данных. Основное назначение прозрачного шифрования данных заключается в приватности столбцов, таблиц, табличных пространств базы данных.
Прозрачное шифрование данных используется для шифрования и расшифровывания данных и файлов журналов, соответственно, шифруя данные перед их записью на диск и расшифровывает данные перед их возвратом в приложение. Данный процесс выполняется на уровне SQL, полностью прозрачен для приложений и пользователей. В последующих резервных копиях файлов базы данных на диск или ленту конфиденциальные данные приложения будут зашифрованы. При шифровании используется ключ шифрования базы данных (DEK), который сохраняется в загрузочной записи базы данных для доступности во время восстановления. Шифрование конфиденциальных данных может осуществляться в соответствии с заранее определённым набором политик. При необходимости конфиденциальная информация может быть извлечена из записи каталога, расшифрована и передана клиенту. Кроме того, конфиденциальная информация может быть доставлена клиенту в зашифрованном виде. Опять же, форма доставки конфиденциальной информации может быть определена в соответствии с вышеупомянутым набором политик.

## Использование прозрачного шифрования данных
Существует три важных способа использования прозрачного шифрования данных:
- Аутентификация
- Проверка достоверности
- Защита данных

### Аутентификация
Несанкционированный доступ к информации — очень старая проблема. Сегодняшние бизнес-решения основываются на информации, получаемой из терабайтов данных. Доступ к ключевым хранилищам данных, таким как Microsoft SQL Server 2008, в которых хранится ценная информация, может быть предоставлен после точной идентификации и аутентификации пользователей. Проверка личности пользователя включает сбор большего количества информации, чем обычные имя пользователя и пароль. TDE предоставляет предприятиям возможность использовать существующие инфраструктуры безопасности, такие как главный ключ шифрования, главный ключ базы данных и сертификат.

### Проверка достоверности
Проверка достоверности описывает способность гарантировать, что идентификация отправителя является истинной и столбец, табличное пространство или файл не были изменены. Шифрование может использоваться для обеспечения проверки путём создания цифрового сертификата информации, содержащейся в базе данных. После проверки пользователь может быть достаточно уверен, что данные получены от доверенного лица и содержимое данных не было изменено.

### Защита данных
Вероятно, наиболее широко используемое применение прозрачного шифрования находится в области защиты данных. Информация, которой владеет организация, неоценима для её продуктивной работы; следовательно, защита этой информации очень важна. Для людей, работающих в небольших офисах и домашних офисах, наиболее практичным применением прозрачного шифрования для защиты данных является шифрование столбцов, табличных пространств и файлов. Эта защита информации имеет жизненно важное значение в случае кражи самого компьютера или если злоумышленник успешно проник в систему.

## Преимущества прозрачного шифрования данных
1. защищает данные прозрачным способом, что означает, что пользователь системы не должен заботиться о процессах шифрования или управления ключами;
2. играет особенно важную роль в защите данных при передаче;
3. защищает конфиденциальные данные на дисках и носителях от несанкционированного доступа, помогая уменьшить влияние утерянных или украденных носителей;
4. обеспечивает настраиваемую среду для разработки приложений.

## Недостатки прозрачного шифрования данных
1. Прозрачная защита данных не обеспечивает шифрование по каналам связи.
2. При включении прозрачной защиты данных вы должны немедленно создать резервную копию сертификата и закрытого ключа, связанного с сертификатом. Если сертификат когда-либо станет недоступным или если вам необходимо восстановить или подключить базу данных на другом сервере, у вас должны быть резервные копии как сертификата, так и личного ключа, иначе вы не сможете открыть базу данных.
3. Шифрующий сертификат или асимметричный сертификат следует сохранить, даже если прозрачная защита данных больше не включена в базе данных. Даже если база данных не зашифрована, ключ шифрования базы данных может быть сохранён в базе данных и может потребоваться доступ для некоторых операций.
4. Изменение сертификатов, защищённых паролем, после их использования прозрачной защитой данных приведёт к недоступности базы данных после перезапуска[4]